# Comuna Ivanivka, Terebovlea
Ivanivka (în ucraineană Іванівка) este o comună în raionul Terebovlea, regiunea Ternopil, Ucraina, formată din satele Ivanivka (reședința) și Lozivka.

## Demografie
Componența lingvistică a comunei Ivanivka
     Ucraineană (99,77%)
     Alte limbi (0,23%)
Conform recensământului din 2001, majoritatea populației comunei Ivanivka era vorbitoare de ucraineană (99,77%), existând în minoritate și vorbitori de alte limbi.